# Historische Mission der Arbeiterklasse
Die Historische Mission der Arbeiterklasse ist ein Begriff des Marxismus-Leninismus, nach dem die Arbeiterklasse jene Klasse ist, die dazu berufen ist, den Kapitalismus zu stürzen und den Sozialismus zu errichten.

## Allgemein
Karl Marx und Friedrich Engels vertraten die Auffassung, die kapitalistische Welt sei in doppelter Hinsicht zum Untergang verurteilt: auf der einen Seite durch die ihr innewohnenden Widersprüche, auf der anderen Seite durch das ständige Wachstum der Arbeiterklasse, womit die kapitalistische Welt „ihre eigenen Totengräber“ produziere. Der Kapitalismus sei zum Untergang verurteilt, die Geschichte werde der Richter sein und „der Urteilsvollstrecker ist der Proletarier“. 
Die Arbeiterklasse sollte die Selbstentfremdung des Menschen überwinden. Der Kapitalismus mache die Arbeit von einem Mittel zur Entwicklung des Menschen zu einem Mittel seiner Verkümmerung. Nur die Arbeiterklasse könne durch ihre Empörung und die Revolution die kapitalistische Ordnung stürzen und die Selbstentfremdung überwinden.
Die Arbeiterklasse unterscheide sich von allen anderen Klassen durch folgende Besonderheiten:
1. Sie sei die einzige konsequent revolutionäre Klasse, weil sie die am stärksten ausgebeutete Klasse ist, und daher der unversöhnlichste und folgerichtigste Gegner der kapitalistischen Ordnung ist.
2. Sie sei die Klasse der Zukunft, weil sie das Produkt des Industriezeitalters und der modernen Produktivkräfte ist.
3. Sie ist die einzige Klasse, die kein Privateigentum an Produktionsmitteln besitzt, und daher stelle für sie die Überführung der Produktionsmittel in gesellschaftliches Eigentum den einzigen Weg ihrer Befreiung dar.
4. Sie ist die zahlenmäßig stärkste und am schnellsten wachsende Klasse.
5. Sie sei die Klasse, die sich am besten organisieren kann, da sie durch ihre Arbeit in Großbetrieben Eigenschaften wie Disziplin, Kollektivgeist, einheitliches Handeln, Solidarität, Menschlichkeit, Ehrlichkeit, Einsatzbereitschaft und Großmut erwerbe.
6. Sie zeichne sich durch die Fähigkeit aus, ein Klassenbewusstsein zu entwickeln und eine wissenschaftliche Weltanschauung anzunehmen, da die Großindustrie in größerem Maße gut ausgebildete Kräfte braucht als anderen Wirtschaftszweige.

Die Arbeiterklasse finde bei ihrem Kampf gegen kapitalistische Monopole Verbündete bei den Bauern, im Kleinbürgertum und der Intelligenz. Die Arbeiterklasse müsse in einem solchen Bündnis jedoch die führende Rolle spielen.